# Оронсько (гміна)
Гміна Оронсько (пол. Gmina Orońsko) — сільська гміна у центральній Польщі. Належить до Шидловецького повіту Мазовецького воєводства.
Станом на 31 грудня 2011 у гміні проживало 5953 особи.

## Площа
Згідно з даними за 2007 рік площа гміни становила 81.91 км², у тому числі:
- орні землі: 73.00%
- ліси: 19.00%

Таким чином, площа гміни становить 17.46% площі повіту.

## Населення
Станом на 31 грудня 2011:
| Опис     | Загалом | Загалом | Чоловіки | Чоловіки | Жінки | Жінки |
| -------- | ------- | ------- | -------- | -------- | ----- | ----- |
| одиниця  | осіб    | %       | осіб     | %        | осіб  | %     |
| все      | 5953    | 100     | 2991     | 50.24    | 2962  | 49.76 |
| міське   | 0       | 100     | 0        |          | 0     |       |
| сільське | 5953    | 100     | 2991     | 50.24    | 2962  | 49.76 |

## Сусідні гміни
Гміна Оронсько межує з такими гмінами: Вежбиця, Волянув, Коваля, Шидловець, Ястшомб.